# Football Club Guadalcanal
O Football Club Guadalcanal é um clube de futebol salomonense com sede na ilha de mesmo nome.
Estreou pela primeira divisão nacional na temporada 2015–16.